# John Cogels
Jean Marie Joseph (John) Cogels (Antwerpen, 13 april 1814 – Deurne, 4 november 1885) was een Belgisch grootgrondbezitter en politicus voor de Meetingpartij.

## Biografie

### Familie
John Cogels was het zesde kind van de orangist Albert Cogels en een jongere broer van Georges Cogels, burgemeester van Deurne.
Hij trouwde in 1841 in Antwerpen met barones Josephina Osy (1821-1882), dochter van baron Jan Jozef Osy, lid van het Nationaal Congres, volksvertegenwoordiger, senator en gemeenteraadslid van Antwerpen. Ze kregen acht kinderen.
- Marie-Joéphine Cogels (1843-1893), trouwde in 1866 in Antwerpen met jhr. Arnold de Pret Roose de Calesberg (1842-1902), broer van jhr. Gaston de Pret Roose de Calesberg, burgemeester van Schoten en senator. Ze kregen een zoon en vier dochters, met afstammelingen tot heden.
- Mathilde Cogels (1845-1879), trouwde in 1866 in Antwerpen met Charles du Bois de Vroylande (1835-1888), burgemeester van Halle, gedeputeerde van Antwerpen en gouverneur van Antwerpen, kleinzoon van baron Ferdinand du Bois en Willem de Caters. Ze kregen twee zoons en vier dochters, met afstammelingen tot heden.
- Léocadie Cogels (1848-1923), trouwde in 1873 in Antwerpen met burggraaf Oscar de Nieulant et de Pottelsberghe (1845-1875), officier. Het huwelijk bleef kinderloos. Ze hertrouwde in 1880 in Antwerpen met Charles du Bois de Vroylande (zie hierboven). Ze kregen een zoon, maar zonder nakomelingen.
- Frédégand Cogels (1850-1932),  bankier, senator en gouverneur van Antwerpen, trouwde in 1877 in Antwerpen met barones Coralie de Gruben (1859-1945), dochter van baron Charles de Gruben, senator. Ze kregen vijf zoons en vier dochters, met afstammelingen tot heden.
- Charlotte Cogels (1851-1925), trouwde in 1876 in Antwerpen met baron Alfred de Vinck de Winnezeele (1852-1914), gemeenteraadslid van Zillebeke en Antwerpen en senator, zoon van baron Jules de Vinck, schepen van Antwerpen en gedeputeerde van Antwerpen. Ze kregen zeven zoons, met afstammelingen tot heden.
- Louise Cogels (1853-1917), trouwde in 1880 in Antwerpen met Ernest Bosschaert de Bouwel (1853-1900), gemeenteraadslid van Deurne, zoon van Georges Bosschaert de Bouwel, gemeenteraadslid van Schoten. Ze kregen een zoon en vier dochters, met afstammelingen tot heden.

Hij was een schoonbroer van baron Eduard Osy de Zegwaart, provincieraadslid van Antwerpen, volksvertegenwoordiger, senator en gouverneur van Antwerpen.
Zijn echtgenoot erfde aanzienlijke eigendommen, waaronder interessante bouwgronden op de Antwerps-Berchemse wijk Zurenborg. Cogels nam de verkaveling hiervan in handen en stond zo onder meer aan de wieg van de voorname laan die de stad en zijn randgemeente verbond en die de naam Cogels-Osylei kreeg.

### Loopbaan
Cogels speelde een voorname rol in het politieke leven van de stad Antwerpen en in de Meetingpartij. Hij werd gemeenteraadslid, beheerder van de Burgerlijke Godshuizen en schepen van de stad en werd eveneens senator. Hij was ook beheerder van de Spaar- en Lijfrentekas.